# 川嶋龍太郎
川嶋 龍太郎（かわしま りゅうたろう、1973年1月22日 - ）は、TBSテレビ所属のテレビドラマのプロデューサー。神奈川県横浜市生まれ、長野県長野市育ち。
1995年に東放学園専門学校放送クリエイティブ科卒業。1996年より制作会社に入社し、報道番組の制作に携わる。1998年に『Sweet Season』のADを担当してからはドラマ番組制作に携わるようになる。2009年にTBSテレビにキャリア入社。ドラマ制作部に所属し、演出やプロデュースを担当。その後、コンテンツ制作局制作推進部に所属。

## テレビドラマ
- Mの悲劇 (2005)
- 今夜ひとりのベッドで (2005)
- 吾輩は主婦である (2006)
- Happy!2 (2006)
- 冗談じゃない! (2007)
- 山田太郎ものがたり (2007)
- Around40〜注文の多いオンナたち〜 (2008)
- 猟奇的な彼女 (2008)
- Tomorrow〜陽はまたのぼる〜 (2008)
- 恋うたドラマスペシャル／第二夜 竹内まりやの 元気を出して (2008)
- JIN-仁- (2009)
- ヤマトナデシコ七変化 (2010)
- ヤンキー君とメガネちゃん (2010)
- クローン ベイビー (2010)
- 怪盗ロワイヤル (2011)
- 最高の人生の終り方〜エンディングプランナー〜 (2012)
- 黒の女教師 (2012)
- TAKE FIVE〜俺たちは愛を盗めるか〜 (2013)
- 刑事のまなざし (2013)
- ルーズヴェルト・ゲーム (2014)
- 流星ワゴン (2015)
- レッドクロス〜女たちの赤紙〜 (2015)
- 下町ロケット (2015)
- 死幣-DEATH CASH- (2016)
- LEADERS II (2017)
- 陸王 (2017)
- ブラックペアン (2018)
- 半沢直樹（2020）

## ドキュメンタリー映画
- War Bride 91歳の戦争花嫁（2023）
  - 「TBSドキュメンタリー映画祭2023」での上映作品の一つで、「第二次世界大戦の終戦から5年後（1951年）に、川嶋の伯母が（大戦中の日本では『敵国』とみなされていた）アメリカの軍人と結婚した後に20歳で渡米した」という実話を基に、当時の世相を物語る映像などを交えながら制作[4]。